# Grand Prix automobile de Pescara
Le Grand Prix automobile de Pescara est une épreuve de course automobile créée en 1924 sous le nom de Coppa Acerbo, qui est changé après guerre simplement en Circuito di Pescara. Il compte en 1957 pour le championnat du monde de Formule 1 (d'une longueur de 25,58 kilomètres, le circuit de Pescara est le plus long circuit de l'histoire de ce championnat).
En 1952 et 1953, la course devient une épreuve d'endurance pure sur 12 heures en Sport, alors qu'en 1951 se sont aussi disputées les 6 Heures de Pescara (remportées par Giovanni Bracco sur Lancia Aurelia). 
Entre 1925 et 1939, le circuit accueille aussi pour les voitures de sport la Targa Abruzzi, gagnée par Franco Cortese en 1935, 1937 et 1938.

## Palmarès
Les événements qui faisaient partie du championnat du monde de Formule 1 sont indiqués par un fond jaune ; les évènements qui faisaient partie du championnat du monde des voitures de sport sont indiqués par un fond rose.
| Année     | Vainqueur                                                      | Voiture                                                        | Circuit                                                        | Résultats                                                      |
| 1924      | Enzo Ferrari                                                   | Alfa Romeo RL                                                  | Pescara                                                        | Résultats                                                      |
| 1925      | Guido Ginaldi                                                  | Alfa Romeo RL                                                  | Pescara                                                        | Résultats                                                      |
| 1926      | Luigi Spinozzi                                                 | Bugatti T35                                                    | Pescara                                                        | Résultats                                                      |
| 1927      | Giuseppe Campari                                               | Alfa Romeo P2                                                  | Pescara                                                        | Résultats                                                      |
| 1928      | Giuseppe Campari                                               | Alfa Romeo P2                                                  | Pescara                                                        | Résultats                                                      |
| 1929      | Non couru                                                      | Non couru                                                      | Non couru                                                      | Non couru                                                      |
| 1930      | Achille Varzi                                                  | Maserati 26M                                                   | Pescara                                                        | Résultats                                                      |
| 1931      | Giuseppe Campari                                               | Alfa Romeo Tipo A                                              | Pescara                                                        | Résultats                                                      |
| 1932      | Tazio Nuvolari                                                 | Alfa Romeo Tipo B                                              | Pescara                                                        | Résultats                                                      |
| 1933      | Luigi Fagioli                                                  | Alfa Romeo Tipo B                                              | Pescara                                                        | Résultats                                                      |
| 1934      | Luigi Fagioli                                                  | Mercedes-Benz W25                                              | Pescara                                                        | Résultats                                                      |
| 1935      | Achille Varzi                                                  | Auto Union Type B                                              | Pescara                                                        | Résultats                                                      |
| 1936      | Bernd Rosemeyer                                                | Auto Union Type C                                              | Pescara                                                        | Résultats                                                      |
| 1937      | Bernd Rosemeyer                                                | Auto Union Type C                                              | Pescara                                                        | Résultats                                                      |
| 1938      | Rudolf Caracciola                                              | Mercedes-Benz W154                                             | Pescara                                                        | Résultats                                                      |
| 1939      | Clemente Biondetti                                             | Alfa Romeo 158                                                 | Pescara                                                        | Résultats                                                      |
| 1940-1946 | Non couru à cause de la Seconde Guerre mondiale                | Non couru à cause de la Seconde Guerre mondiale                | Non couru à cause de la Seconde Guerre mondiale                | Non couru à cause de la Seconde Guerre mondiale                |
| 1947      | Vincenzo Auricchio                                             | Stanguellini-Fiat 1100                                         | Pescara                                                        | Résultats                                                      |
| 1948      | Giovanni Bracco                                                | Maserati A6G                                                   | Pescara                                                        | Résultats                                                      |
| 1949      | Franco Rol                                                     | Alfa Romeo 158C 2500                                           | Pescara                                                        | Résultats                                                      |
| 1950      | Juan Manuel Fangio                                             | Alfa Romeo 158                                                 | Pescara                                                        | Résultats                                                      |
| 1951      | José Froilán González                                          | Ferrari 375                                                    | Pescara                                                        | Résultats                                                      |
| 1952      | Giovanni Bracco Paolo Marzotto                                 | Ferrari 250 S                                                  | Pescara                                                        | Résultats                                                      |
| 1953      | Umberto Maglioli Mike Hawthorn                                 | Ferrari 375 MM Coupé                                           | Pescara                                                        | Résultats                                                      |
| 1954      | Luigi Musso                                                    | Maserati 250F                                                  | Pescara                                                        | Résultats                                                      |
| 1955      | Non couru à cause de la catastrophe des 24 Heures du Mans 1955 | Non couru à cause de la catastrophe des 24 Heures du Mans 1955 | Non couru à cause de la catastrophe des 24 Heures du Mans 1955 | Non couru à cause de la catastrophe des 24 Heures du Mans 1955 |
| 1956      | Robert Manzon                                                  | Gordini T15S                                                   | Pescara                                                        | Résultats                                                      |
| 1957      | Stirling Moss                                                  | Vanwall VW5                                                    | Pescara                                                        | Résultats                                                      |
| 1958-1959 | Non couru                                                      | Non couru                                                      | Non couru                                                      | Non couru                                                      |
| 1960      | Denny Hulme                                                    | Cooper-BMC                                                     | Pescara                                                        | Résultats                                                      |
| 1961      | Lorenzo Bandini Giorgio Scarlatti                              | Ferrari 250 TRI                                                | Pescara                                                        | Résultats                                                      |